# Auguste Leloir
Pour les articles homonymes, voir Leloir (homonymie).
Jean-Baptiste Auguste Leloir, né à Paris le 1er juillet 1809, et mort dans le 17e arrondissement de Paris le 8 mars 1892, est un peintre français. 

## Biographie
Pilier d'une dynastie d'artistes peintres, Auguste Leloir est le mari de l'aquarelliste Héloïse Colin (1820-1874), le père du peintre Alexandre-Louis Leloir et de l'illustrateur Maurice Leloir, et l'oncle d'Édouard Toudouze.
Couronné d'un 3e grand prix de Rome en 1835, Auguste Leloir expose au Salon dès la même année. Il y est récompensé à deux reprises, obtenant une médaille de 3e classe au Salon de 1839 puis une médaille de 2e classe au Salon de 1841 pour sa toile représentant Homère, achetée par l'État et déposée au musée du Louvre.
Auteur de scènes historiques, religieuses et mythologiques, il pratique aussi l'art du portrait.
Il est inhumé au cimetière du Montparnasse, dans la 18e division. Ses restes sont transférés à l’ossuaire du Père Lachaise le 15 septembre 1992.

## Œuvre
- La Rochelle, musée du Nouveau Monde : 
  - Trappeurs et Indiens devant leur camp[2], 2e quart du XIXe siècle, dessin ;
  - Trappeur et indiens devant leur camp[3], XIXe siècle, lithographie.
- Le Puy-en-Velay, musée Crozatier : Saint Vincent de Saragosse, diacre et martyr, vers 1869, huile sur toile[4].
- Paris, église Saint-Séverin, chapelle Saint-Louis : La Translation de la couronne d’épines[5].
- Paris, église Saint-Jean-Baptiste de Belleville, transept sud : Scènes de la vie de saint Joseph (la mort de Joseph ; le Mariage de la Vierge - scène centrale ; la Nativité.
- Paris, musée du Louvre :
  - Fontaine et temple de Vestale à Rome, 1839, aquarelle[6] ;
  - Homère, 1841, huile sur toile[7].

Œuvres d'Auguste Leloir
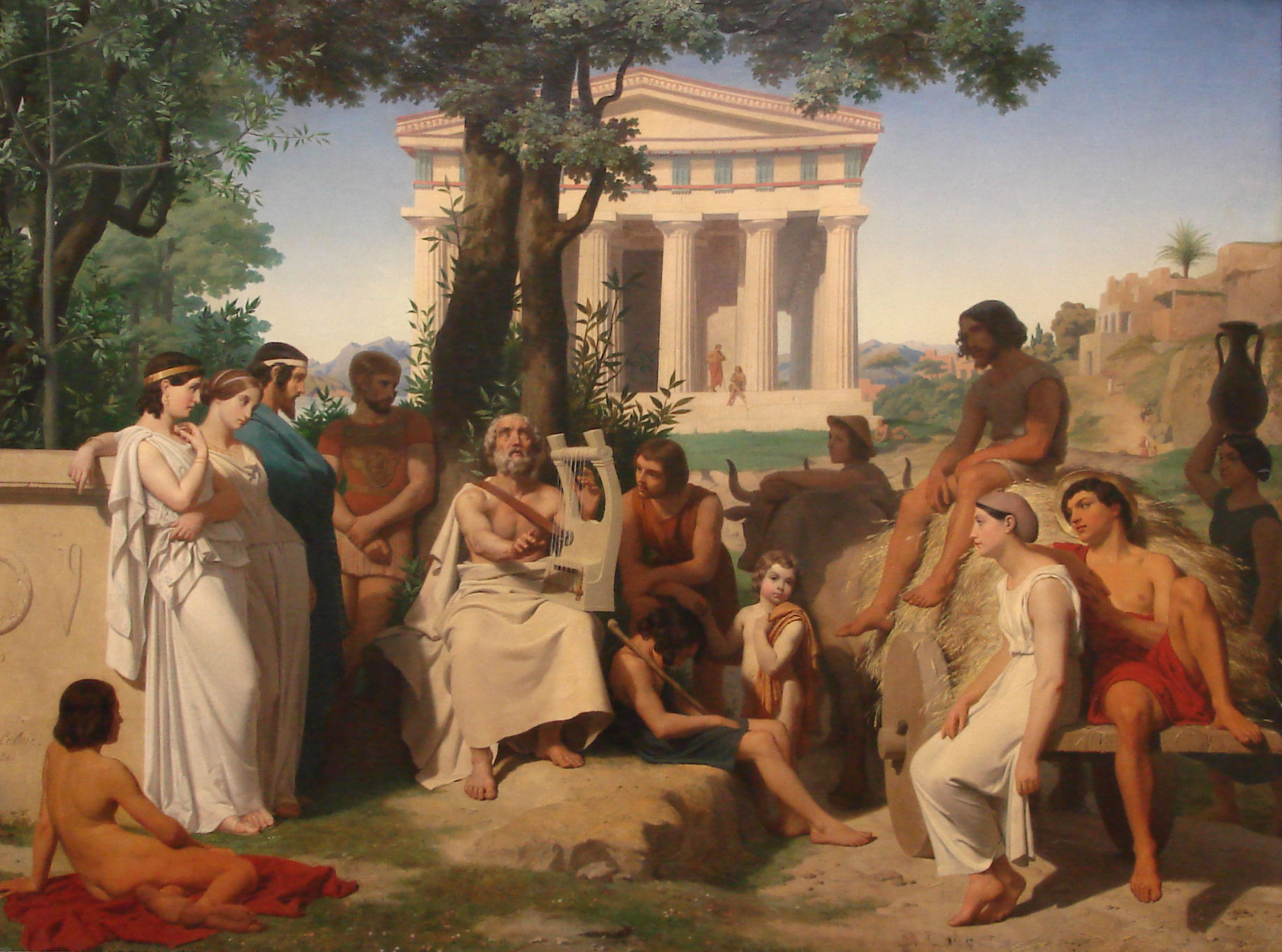
Homère (1841), Paris, musée du Louvre.
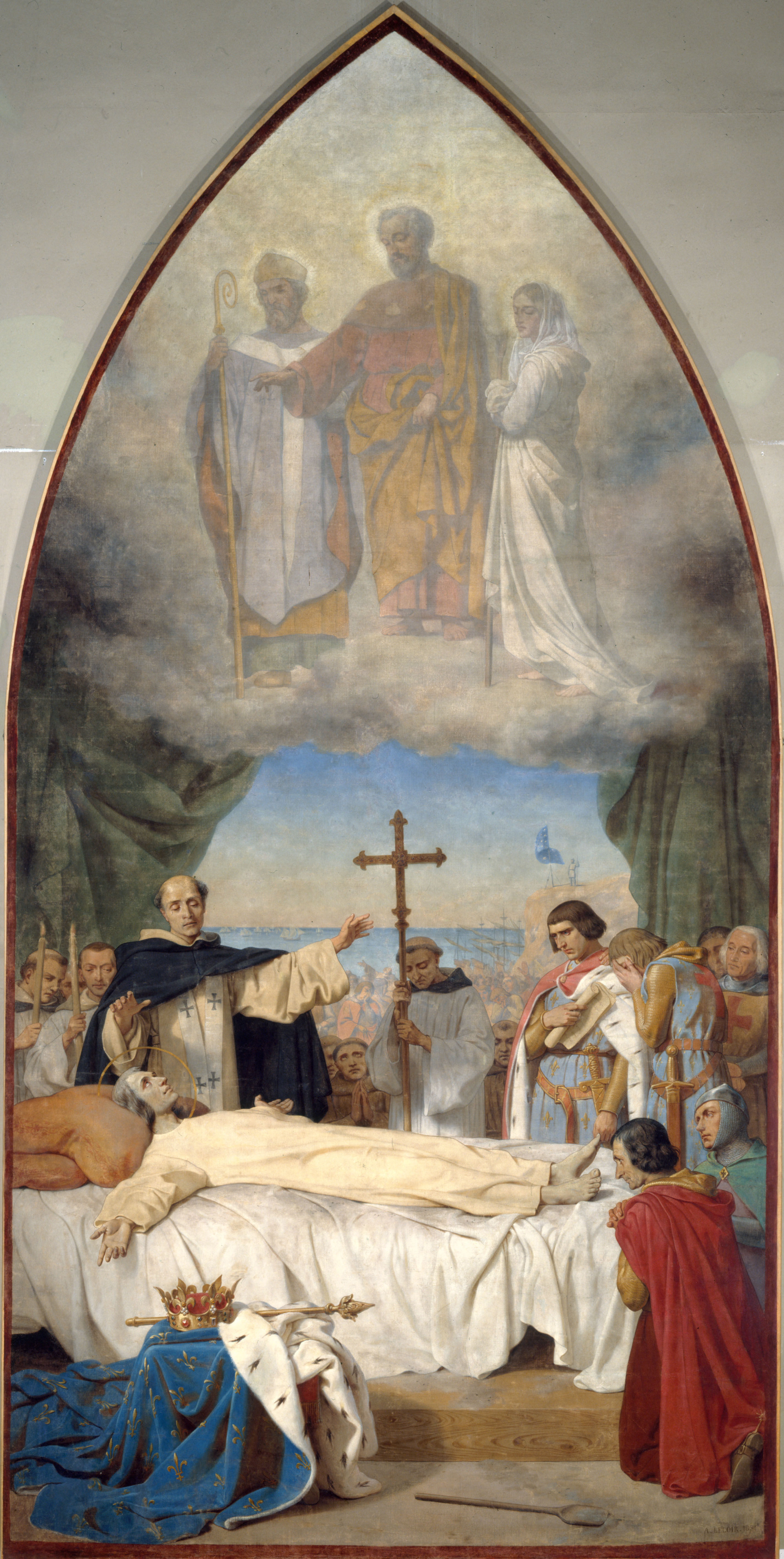
La mort de Saint Louis. Musée des Beaux-Arts de la Ville de Paris.
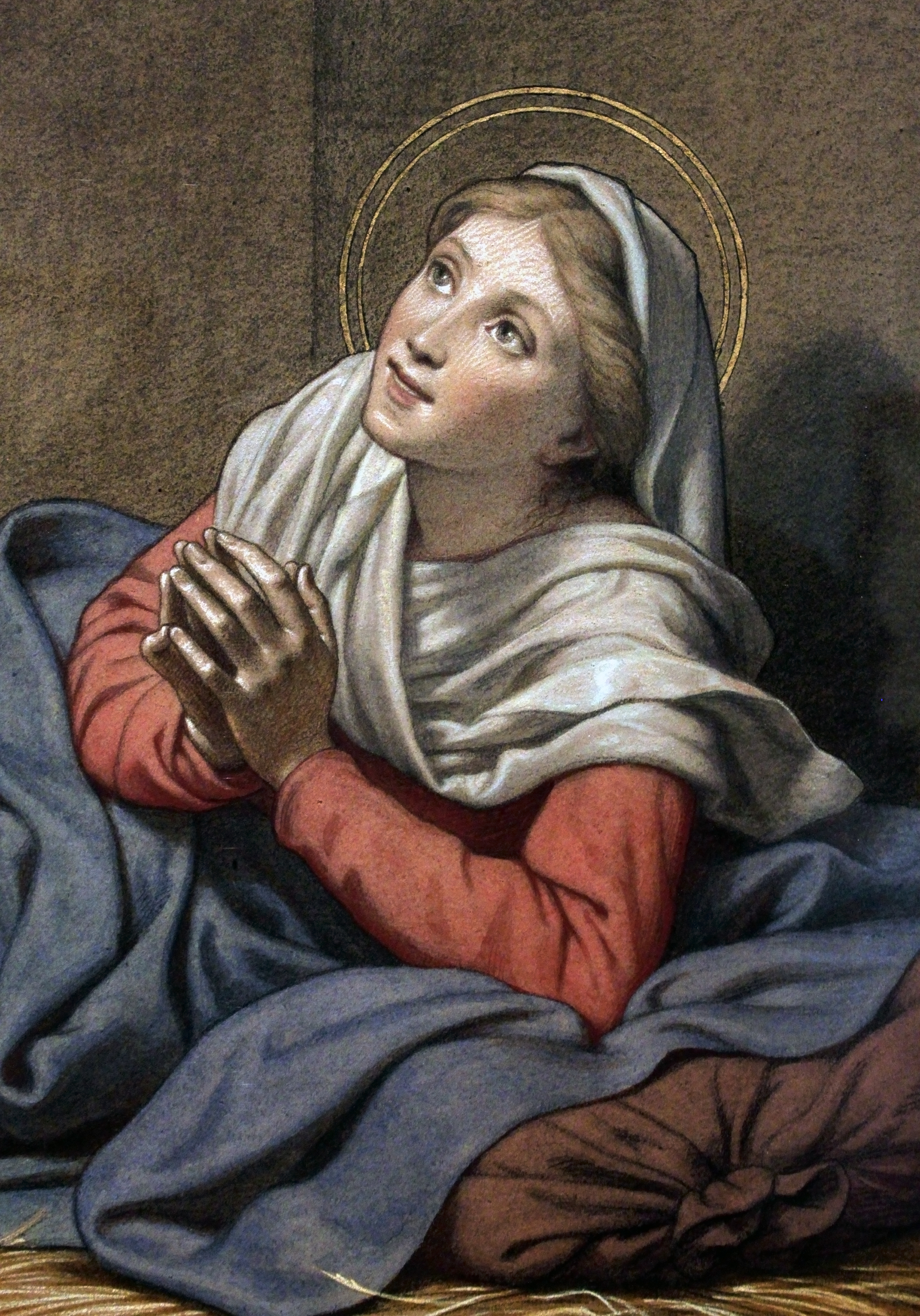
Sainte Famille, pastel.
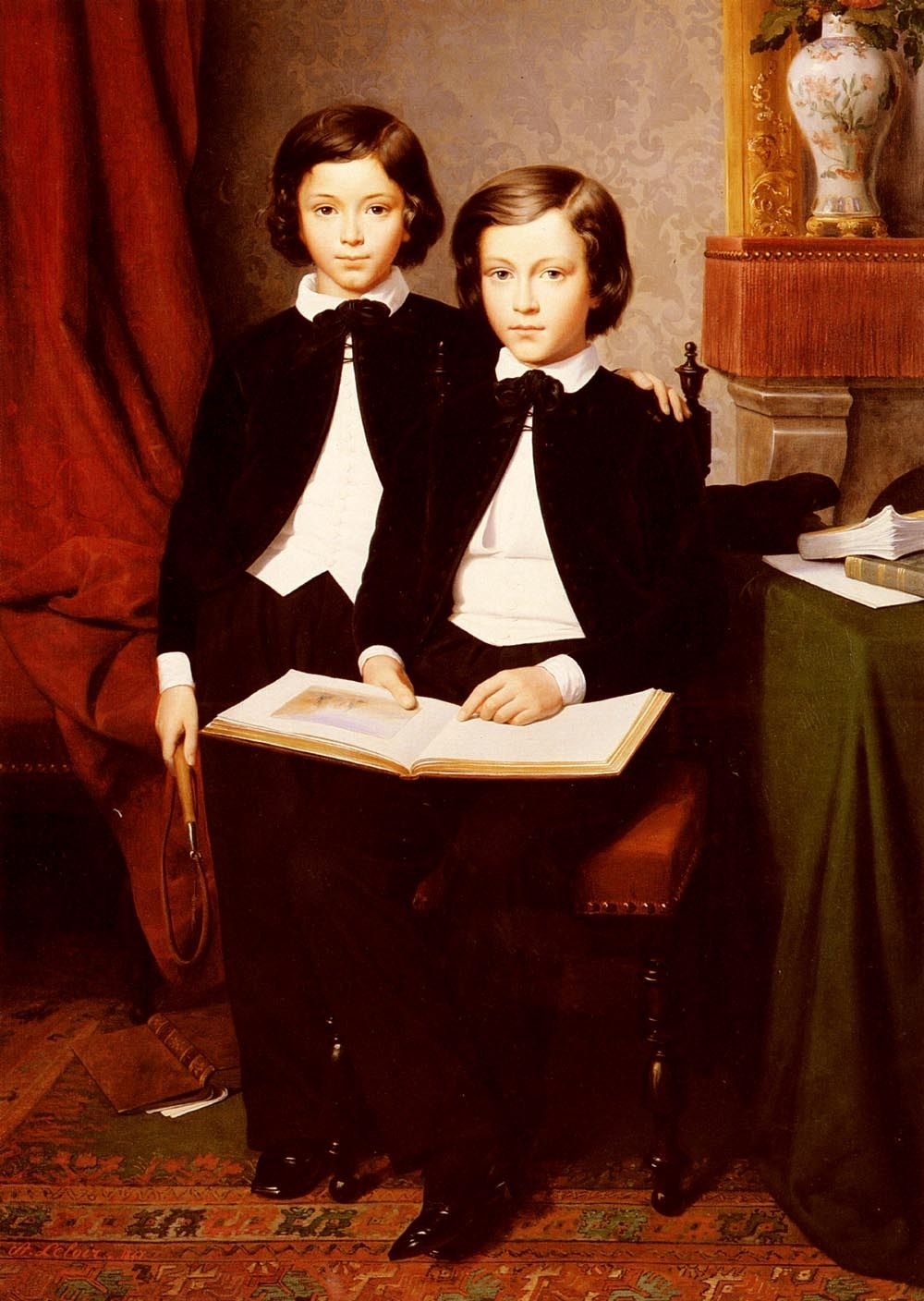
Deux jeunes garçons avec un carnet de croquis.

### Ouvrages illustrés
- Histoire de France en estampes, lith. de Jean-Adolphe Bocquin d'après ses dessins, Amédée Bédelet, 1857.
- E. Müller, Le Monde en estampes. Types et costumes des principaux peuples de l'univers, lith. de Bocquin d'après ses dessins et ceux de Félix Fossey, A. Bédelet, 1858.

## Élèves
- Alexandre-Louis Leloir
- Maurice Leloir
- Émile Mas
- Édouard Toudouze

## Sources
- Dossier de Légion d'honneur d'Auguste Leloir.